# Eligmodontia
Eligmodontia é um gênero de roedores da família Cricetidae.

## Espécies
- Eligmodontia moreni Thomas, 1896
- Eligmodontia morgani J. A. Allen, 1901
- Eligmodontia puerulus (Philippi, 1896)
- Eligmodontia typus Cuvier, 1837